# 10 ноября
10 ноября — 314-й день года (315-й в високосные годы) по григорианскому календарю.
До конца года остаётся 51 день.
До 15 октября 1582 года — 10 ноября по юлианскому календарю, с 15 октября 1582 года — 10 ноября по григорианскому календарю.
В XX и XXI веках соответствует 28 октября по юлианскому календарю.

## Праздники и памятные дни

### Международные
- Всемирный день науки за мир и развитие
- Международный день бухгалтерии
- Всемирный день молодёжи (по версии ВФДМ)

### Национальные
- Россия — День сотрудника органов внутренних дел.

### Религиозные
Католицизм
 — Память Юста Кентерберийского, святителя, архиепископа Кентербери (627—631 годы);
 — память Льва I (папы римского) (461 год).
 Православие
 — Память великомученицы Параскевы, наречённой Пятница (III век);
 — память мучеников Терентия и Неониллы и чад их Сарвила, Фота, Феодула, Иеракса, Нита, Вила и Евникии (249—250 годы);
 — память преподобного Стефана Савваита, творца канонов (IX век);
 — память святителя Арсения I, архиепископа Сербского (1266 год);
 — память преподобного Иова, игумена Почаевского (1651 год);
 — память святителя Димитрия, митрополита Ростовского (1709 год);
 — память священномученика Иоанна Виленского, пресвитера (1918 год);
 — память преподобного Феофила Киевского, Христа ради юродивого (1853 год);
 — память мучеников Африкана, Терентия, Максима, Помпия и иных 36-ти (III век);
 — память священномученика Кириака, патриарха Иерусалимского (363 год);
 — память преподобного Иоанна Хозевита, епископа Кесарийского (VI век);
 — память священномученика Неофита, епископа Урбнисского (VII век) (Груз.);
 — память преподобного Арсения Каппадокийского (1924 год).

### Именины
- Православные: Арсений, Георгий, Дмитрий, Иван, Максим, Нестор, Николай, Степан, Терентий, Анна, Неонилла, Прасковья, Феврония.

## События

### До XIX века
- 1444 — Варнское сражение: крестоносцы потерпели поражение от турок.
- 1775 — Второй Континентальный конгресс принял решение о создании Континентальной морской пехоты.

### XIX век
- 1862 — премьера оперы Д. Верди «Сила судьбы» на петербургской сцене.
- 1871 — журналист Генри Стэнли обнаружил затерявшегося в Центральной Африке заболевшего шотландского исследователя Дэвида Ливингстона.
- 1881 — государство Эль-Мукалла было присоединено государством Эш-Шихр, и объединённое государство стало называться Эш-Шихр-Эль-Мукалла (с 1902 Султанат Шихра и Мукаллы; территория современного Йемена). Город Эль-Мукалла стал столицей государства до 1967 года.
- 1885
  - Немецкие инженеры Готлиб Даймлер и Вильгельм Майбах установили разработанный ими двигатель внутреннего сгорания на деревянный велосипед, который совершает в этот день свою первую поездку.
  - Окончание экспедиции Н. М. Пржевальского в Центральную Азию, в том числе в северный Тибет.
- 1890 — британский крейсер «Serpent» выбросило штормом на скалы у побережья Испании. Погибли 167 человек.

### XX век
- 1910
  - Новый правительственный кризис в Англии.
  - Лев Николаевич Толстой тайно отправился из Ясной Поляны в своё последнее путешествие.
- 1913 — на процессе в Киевском окружном суде по обвинению в ритуальном убийстве приказчика кирпичного завода Менделя Бейлиса присяжные вынесли оправдательный приговор.
- 1915 — четвёртое сражение на Изонцо, продлившееся до 2 декабря.
- 1917
  - В России попытка Керенского совершить контрпереворот закончилась неудачей (события завершатся 13 ноября).
  - В Советской России принято постановление «О рабочей милиции». С 1962 отмечается как профессиональный праздник.
  - В России решением всероссийского поместного собора восстановлено патриаршество в Русской православной церкви.
  - Военно-революционный комитет образовал Бюро комиссаров авиации и воздухоплавания, которое приступает к формированию первых красногвардейских авиаотрядов для борьбы с войсками Керенского — Краснова под Петроградом.
- 1918
  - Провозглашена Эльзасская советская республика.
  - Аннулирование румынским правительством Бухарестского мирного договора с Германией.
  - В Германии Фридрих Эберт стал одним из председателей т. н. Совета народных уполномоченных.
- 1926 — Винсент Масси становится первым канадским посланником в Вашингтоне.
- 1927 — Всемирный конгресс друзей СССР в Москве.
- 1928
  - Катастрофа в Атлантике с грузопассажирским лайнером «Вестрис», обслуживающим линию Нью-Йорк — Буэнос-Айрес. Погибают 159 человек.
  - Хирохито провозглашается императором Сёва (Просвещённые мирные времена).
- 1933 — писатель Иван Бунин становится лауреатом Нобелевской премии по литературе.
- 1935 — возникновение в США Комитета производственных профсоюзов.
- 1937 — президент Бразилии Жетулиу Варгас объявляет об отмене конституции 1934 года, что позволяет продлить срок его пребывания в должности на 6 лет.
- 1939
  - Канада объявила войну Германии.
  - На автошоу в Чикаго впервые был продемонстрирован автомобиль с кондиционером — Packard Twelve[англ.].
- 1941 — началось контрнаступление советских войск под Тихвином.
- 1945
  - Возглавляемое Энвером Ходжей албанское правительство, в котором преобладают коммунисты, признано СССР и западными державами.
  - В Польше образовано Центральное управление планирования (в 1949 будет переименовано в Государственную плановую комиссию).
  - Основана Всемирная федерация демократической молодёжи (ВФДМ).
- 1946 — во Франции на выборах в Национальное собрание наибольшее количество мест завоёвывают коммунисты.
- 1948 — вступает в силу Международная китобойная конвенция.
- 1951 — Франция, Великобритания, США и Турция оглашают программу безопасности для Ближнего Востока.
- 1952 — генеральный секретарь ООН Трюгве Ли неожиданно заявляет о своей отставке.
- 1958 — в Женеве, Швейцария, начинает работу Конференция десяти держав по мерам против внезапного нападения (до 18 декабря).
- 1959
  - Генеральная Ассамблея ООН осуждает апартеид в Южной Африке и расовую дискриминацию в любой части света.
  - Объявлено об отмене введённого десять лет назад чрезвычайного положения в Кении.
- 1960 — в США осуществлён первый запуск баллистической ракеты морского базирования «Поларис».
- 1961 — Сталинград переименовывается в Волгоград.
- 1964 — Кения становится однопартийным государством после того, как члены парламента от Африканского демократического союза Кении объединяются с Африканским национальным союзом Кении.
- 1965 — Катастрофа Ту-124 под Мурманском
- 1966 — Гарольд Вильсон, премьер-министр Великобритании, заявляет о решимости последней вступить в Европейское экономическое сообщество.
- 1968 — в сторону Луны осуществляется запуск автоматической станции «Зонд-6».
- 1969 — в эфире крупнейшей американской некоммерческой сети PBS был показан первый выпуск детской телевизионной передачи «Улица Сезам»[4].
- 1970 — Советский Союз запускает научную космическую станцию «Луна-17», которая через неделю прилунится в районе Моря Дождей. На поверхность спутника Земли выедет первое самоходное устройство «Луноход-1», которое будет управляться с Земли и путешествовать по лунной поверхности 11 месяцев.
- 1971 — В США осуществлён запуск спутника оптической разведки «KeyHole» («KH-9»)-7. В этот же день в СССР был запущен спутник оптической разведки «Космос-607».
- 1974
  - Убийство Гюнтера фон Дренкмана, председателя Верховного суда Западного Берлина, Фракция Красной армии (РАФ).
  - Открыты «очарованные кварки» — аномально долго живущие субатомные частицы.
- 1975 — Генеральная Ассамблея ООН приравняла сионизм к расизму. (В 1991 эта резолюция была отменена.)
- 1980
  - В Великобритании Майкл Фут одерживает верх над Денисом Хили на выборах лидера Лейбористской партии.
  - В Великобритании пожарные начинают «работать строго по правилам» вследствие разногласий в вопросе о заработной плате (до 11 декабря).
  - В Польше официально зарегистрирована «Солидарность» — первый независимый профсоюз в странах социалистического блока.
- 1982 — день рождения группы «Наутилус Помпилиус».
- 1983 — на семинаре по компьютерной безопасности Фред Коэн представляет первый компьютерный вирус.
- 1986 — президент Бангладеш Эршад объявляет об отмене чрезвычайного положения в стране.
- 1989 — Петар Младенов сменяет Тодора Живкова на посту генерального секретаря ЦК Болгарской коммунистической партии. В Болгарии начинаются глубокие политические реформы.
- 1993 — в Киеве, возле Софийского собора, во время столкновения толпы с милицией задерживаются руководители религиозного объединения «Белое братство» Юрий Кривоногов и его жена Мария Цвигун, называющая себя «пребывающим на Земле Живым Богом Марией Дэви Христос».
- 1994
  - Ирак объявил о признании суверенитета Кувейта.
  - В Анголе Уамбо, основной укреплённый пункт сторонников движения УНИТА, захвачен правительственными войсками.
- 1995 — власти Нигерии отдают распоряжение о казни через повешение писателя Кена Саро-Вива и его восьмерых сторонников, организовавших кампанию против разрушения природной среды в районе Огони.
- 1996 — в День милиции от взрыва на Котляковском кладбище в Москве погибли 14 человек и несколько десятков ранены. В результате расследования обвинение в организации взрыва будет выдвинуто против Валерия Радчикова. Как обвиняемый, так и погибшие и пострадавшие на кладбище — ветераны Афганской войны.
- 1999 — Вторая чеченская война: российские войска заняли Гудермес.

### XXI век
- 2002 — теракт в кибуце Мецер.
- 2020 — завершилась Вторая карабахская война, подписано Заявление о прекращении огня; в Армении начались протесты.
- 2022 — Европарламент одобрил вступление Хорватии в Шенгенскую зону.

## Родились

### До XIX века
- 1433 — Карл Смелый (погиб в 1477), последний герцог Бургундии из династии Валуа (1467—1477).
- 1483 — Мартин Лютер (ум. 1546), христианский богослов, вождь Реформации в Германии.
- 1652 — Эрнст Глюк (ум. 1705), лютеранский пастор, в семье которого в годы службы в Мариенбурге жила Марта Скавронская, будущая императрица Екатерина I.
- 1668 — Франсуа Куперен (ум. 1733), французский композитор, клавесинист, органист.
- 1695 — Луи Арман II де Бурбон (ум. 1727) — французский принц крови из младшей линии Бурбонов, генерал-лейтенант королевской армии Франции.
- 1697 — Уильям Хогарт (ум. 1764), английский художник.
- 1730 — Оливер Голдсмит (ум. 1774), англо-ирландский писатель.
- 1759 — Иоганн Фридрих Шиллер (ум. 1805), немецкий поэт и драматург.

### XIX век
- 1846
  - Мартин Вегелиус (ум. 1906), финский композитор, дирижёр, педагог и музыкально-общественный деятель.
  - Татьяна Кузминская (в девичестве Берс; ум. 1925), русская писательница, мемуаристка, свояченица Льва Толстого.
- 1859 — Теофиль-Александр Стейнлен (ум. 1923), французский художник, график и иллюстратор.
- 1861 — Роберт Торберн Иннес (ум. 1933), английский астроном, установивший, что Проксима Центавра — ближайшая к Солнцу звезда.
- 1867
  - Джон Генри Паттерсон (ум. 1947), англо-ирландский военный, охотник и писатель.
  - Николай Телешов (ум. 1957), русский советский писатель и мемуарист.
- 1884 — Софья Налковская (ум. 1954), польская писательница, драматург и публицистка.
- 1887 — Арнольд Цвейг (ум. 1968, немецкий писатель.
- 1888 — Андрей Туполев (ум. 1972), советский учёный, авиаконструктор.
- 1889 — Борис Юрьев (ум. 1957), советский учёный в области аэродинамики, академик АН СССР.
- 1893 — Аксель Берг (ум. 1979), советский учёный в области радиотехники и радиолокации, инженер-адмирал.
- 1894 — Георгий Иванов (ум. 1958), русский поэт, прозаик, публицист и переводчик, эмигрант.
- 1895
  - Терентий Мальцев (ум. 1994), полевод, новатор агротехники, дважды Герой Социалистического Труда.
  - Джон Кнудсен Нортроп (ум. 1981), американский новатор-авиаконструктор.
- 1899 — Йоханнес Лауристин (убит в 1941), эстонский революционер и писатель, советский государственный деятель.

### XX век
- 1902
  - Эраст Гарин (ум. 1980), актёр и режиссёр театра и кино, сценарист, народный артист СССР.
  - Дик Кет (ум. 1940), нидерландский художник.
- 1918 — Эрнст Отто Фишер (ум. 2007), немецкий химик, лауреат Нобелевской премии (1973).
- 1919
  - Михаил Калашников (ум. 2013), советский конструктор-оружейник.
  - Франсуа Перье (ум. 2002), французский актёр театра и кино.
  - Моиз Чомбе (ум. 1969), глава отделившейся в 1960—1963 гг. конголезской провинции Катанга.
- 1924 — Михаил Решетнёв (ум. 1996), учёный-конструктор, академик, один из основоположников советской космонавтики.
- 1925 — Ричард Бартон (ум. 1984), британский актёр, лауреат премий «Золотой глобус», «Грэмми» и др., муж Элизабет Тейлор.
- 1928 — Эннио Морриконе (ум. 2020), итальянский композитор, аранжировщик, дирижёр.
- 1932 — Рой Шайдер (ум. 2008), американский актёр.
- 1935 — Игорь Новиков, советский и российский астрофизик-теоретик и космолог.
- 1944
  - Аскар Акаев, бывший президент Кыргызстана (1990—2005).
  - Тим Райс, британский писатель и драматург, либреттист рок-опер и мюзиклов.
- 1946 — Александр Токарев, советский и российский художник, режиссёр, сценарист.
- 1947 — Грег Лейк (ум. 2016), британский рок-музыкант, автор песен (группы «King Crimson», «Emerson, Lake and Palmer»).
- 1951
  - Виктор Сухоруков, советский и российский актёр театра, кино и дубляжа,, народный артист РФ.
  - Леонид Трушкин, советский и российский актёр, театральный режиссёр, основатель Театра Антона Чехова.
- 1955 — Роланд Эммерих, американский кинорежиссёр, сценарист, продюсер.
- 1957 — Александр Шаталов, советский и российский поэт, критик, издатель, телеведущий.
- 1963
  - Михаил Ефремов, советский и российский актёр театра и кино, театральный режиссёр, телеведущий.
  - Максим Суханов, советский и российский актёр театра, кино и дубляжа, продюсер, театральный композитор.
- 1965 — Эдди Ирвайн, британский автогонщик, вице-чемпион мира в классе «Формула-1» (1999).
- 1966
  - Борис Каморзин, советский и российский актёр театра и кино, пианист.
  - Камиль Ларин, российский актёр театра и кино, телеведущий.
  - Ванесса Эйнджел, американская актриса и бывшая модель.
- 1967 — Терри Батлер, американский рок-музыкант, бас-гитарист («Obituary», «Six Feet Under»).
- 1969
  - Игорь Сорин (ум. 1998), российский музыкант, поэт, экс-солист группы «Иванушки International».
  - Эллен Помпео, американская актриса.
- 1970 — Сергей Овчинников, российский футболист (вратарь) и футбольный тренер.
- 1972 — Владимир Ткаченко, российский рок-музыкант, один из основателей группы «Ундервуд».
- 1974 — Джулия Зигель, немецкая актриса, фотомодель, журналистка и телеведущая.
- 1975 — Тина Канделаки, российская журналистка и телеведущая.
- 1977 — Бриттани Мерфи (ум. 2009), американская актриса и певица.
- 1978 — Кайла Коул, словацкая фотомодель, актриса и телеведущая.
- 1980 — Андреас Проммеггер, австрийский сноубордист, трёхкратный чемпион мира.
- 1980 — Леонид Волков, российский политик, международный лоббист и общественный деятель, IT-специалист, бывший председатель «Anti-Corruption Foundation», соратник Алексея Навального
- 1982 — Хезер Матараццо, американская киноактриса.
- 1985 — У Минься, китайская прыгунья в воду, 5-кратная олимпийская чемпионка.
- 1986
  - Самуэль Ванджиру (ум. 2011), кенийский бегун, олимпийский чемпион в марафоне (2008).
  - Илиас Илиадис, греческий дзюдоист грузинского происхождения, олимпийский чемпион (2004).
- 1988 — Наталья Переверзева, российская фотомодель, победительница конкурсов красоты «Мисс Москва 2010» и «Краса России 2011».
- 1989
  - Кьед Нёйс, нидерландский конькобежец, трёхкратный олимпийский чемпион.
  - Мартин Синкович, хорватский гребец, двукратный олимпийский чемпион.
- 1990 — Мирея Бельмонте Гарсия, испанская пловчиха, олимпийская чемпионка.
- 1994 — Зои Дойч, американская актриса.
- 1997 - Йост Клейн, нидерландский исполнитель, рэпер, ютубер
- 1999
  - Арман Дюплантис, шведский прыгун с шестом, олимпийский чемпион (2020), рекордсмен мира.
  - Кирнан Шипка, американская актриса.
- 2000 — Маккензи Фой, американская модель и актриса.

## Скончались

### До XIX века
- 1240 — Ибн Араби (р. 1165), исламский богослов, теоретик суфизма.
- 1503 — Исраэль ван Мекенен Младший, (р. около 1440 /1445) вестфальский гравёр и золотых дел мастер.
- 1549 — Павел III (в миру Алессандро Фарнезе; р. 1468), 220-й папа римский (1534—1549).
- 1556 — Ричард Чанселлор (р. 1521), английский моряк, чьё посещение Москвы (в 1553—1554) заложило основы англо-русской торговли.
- 1730 — Грегорио Ладзарини (р. 1657), итальянский художник.

### XIX век
- 1838 — Иван Котляревский (р. 1769), украинский писатель, основоположник современной украинской литературы.
- 1842 — Алексей Кольцов (р. 1809), русский поэт.
- 1852 — Гидеон Мантелл (р. 1790), английский акушер, геолог и палеонтолог.
- 1863 — Гавриил Батеньков (р. 1793), русский философ, поэт и критик, декабрист.
- 1871 — Николай Тургенев (р. 1789), русский экономист, публицист, активный участник движения декабристов.
- 1891 — Артюр Рембо (р. 1854), французский поэт, один из основоположников символизма.
- 1893 — Леонид Глебов (р. 1827), украинский писатель, поэт, издатель.

### XX век
- 1909 — Людвиг Шитте (р. 1848), датский композитор и пианист.
- 1911 — Феликс Зим (р. 1821), французский художник.
- 1924
  - Арчибальд Гейки (р. 1835), шотландский геолог, в 1908—1913 президент Лондонского Королевского общества.
  - Арсений Каппадокийский (р. 1840), православный святой.
- 1937 — Николай Баталов (р. 1899), актёр театра и кино, заслуженный артист РСФСР.
- 1938 — Мустафа Кемаль Ататюрк (р. 1881), основатель и первый президент Турецкой республики (1923—1938).
- 1941 — погиб Чекмак Вилор (р. 1925), юный партизан, участник обороны Севастополя.
- 1944 — Вернер фон дер Шуленбург (р. 1875), бывший посол Германии в СССР (казнён за участие в покушении на Гитлера).
- 1966 — Лев Зильбер (р. 1894), советский микробиолог, вирусолог и иммунолог.
- 1972 — Ольга Жизнева (р. 1899), актриса театра и кино, народная артистка РСФСР.
- 1981 — Абель Ганс (р. 1889), кинорежиссёр, один из родоначальников французского кино.
- 1982 — Леонид Ильич Брежнев (р. 1906), Генеральный секретарь ЦК КПСС (1964—1982).
- 1989 — Юрий Шмаров (р. 1898), русский советский юрист, историк, генеалог, коллекционер.
- 1996 — убит Яки Кадафи (р. 1977), американский рэпер, участник группы «Outlawz».
- 1998 — Гелена Великанова (р. 1923), советская и российская эстрадная певица, народная артистка РФ.

### XXI век
- 2001 — Кен Кизи (р. 1935), американский писатель («Пролетая над гнездом кукушки»).
- 2003 — Николай Волков (р. 1934), актёр театра и кино, народный артист РСФСР.
- 2006
  - Игорь Сергеев (р. 1938), маршал Российской Федерации, министр обороны РФ (1997—2001).
  - Джек Уильямсон (р. 1908), американский писатель-фантаст.
- 2007 — Норман Мейлер (р. 1923), американский писатель, журналист, драматург, кинорежиссёр.
- 2008
  - Киёси Ито (р. 1915), японский математик.
  - Мириам Макеба (р. 1932), южноафриканская певица, борец за гражданские права, лауреат премии «Грэмми».
- 2009 — погиб Роберт Энке (р. 1977), немецкий футболист, вратарь, серебряный призёр чемпионата Европы (2008).
- 2010 — Дино Де Лаурентис (р. 1919), итало-американский кинопродюсер.
- 2015
  - Клаус Фридрих Рот (р. 1925), британский математик, лауреат Филдсовской премии (1958).
  - Гельмут Шмидт (р. 1918), западногерманский государственный деятель, федеральный канцлер (1974—1982).
- 2017 — Михаил Задорнов (р. 1948), советский и российский писатель-сатирик, юморист, драматург.
- 2020
  - Нагима Айтхожина (р. 1946), советский и казахстанский специалист в области молекулярной биологии, доктор биологических наук (1990), профессор (1994), академик НАН РК (2003). Президент НАН РК (1999—2002).
  - Игорь Москвин (р. 1929), советский и российский тренер по фигурному катанию. Мастер спорта СССР, Заслуженный тренер СССР. Знаменосец Олимпийской команды СССР на церемонии закрытия IX зимних Олимпийских игр (1964 год).
  - Амаду Тумани Туре (р. 1948), государственный военный деятель Мали, президент Мали (1991—1992 и 2002—2012 годах), генерал.
- 2022 — Кевин Конрой (р. 1955), американский актёр.
- 2023
  - Михаил Тимофти (р. 1948), советский и молдавский режиссёр, актёр, музыкант-мультиинструменталист, профессор, сценарист, писатель, композитор, Мастер искусств Молдовы (2007).
  - Спирос Фокас (р. 1937), греческий актёр, наиболее известный по участию в европейских и голливудских фильмах.

## Приметы
Параскевы Льняницы. Ненила Льняница, Параскева. Парасковии и Ненилы-Льняницы. Параскева (Прасковья) Пятница.
- Мнут лён и приносят первинки для приклада в церковь. В этот день не прядут, не золят (то есть не моют) белья.
- в старину считалось, что даже на лавке веретено не следует оставлять, а то наживёшь сорок грехов[5].
- Женщины устраивали «Льняные смотрины» — у кого лучше полотно да изделия из него.
- Коли на Параскеву много смеёшься, то в старости немало слёз прольёшь[6].